# Bruno Lage
Bruno Miguel Silva do Nascimento (* 12. května 1976 Setúbal), známý jako Bruno Lage, je portugalský fotbalový trenér, který naposledy trénoval anglický klub Wolverhampton Wanderers.

## Trenérská kariéra
Lage, který se narodil v Setúbalu, zahájil svou trenérskou kariéru v mládeži Vitória de Setúbal v roce 1997.

### Benfica Lisabon
Poté, co v letech 2004 až 2012 trénoval mládežnické týmy Benficy Lisabon a následně byl asistentem trenéra Carlose Carvalhala v Sheffieldu Wednesday a Swansea City, se Lage vrátil do Benficy jako manažer rezervního týmu v červenci 2018, kde nahradil Héldera Cristóvãa. Během sezóny 2018/19 se Lage ujal vedení A-týmu, když 3. ledna 2019 nahradil Ruie Vitóriu.
Lage svůj první zápas na lavičce Benficy 6. ledna zvládl, když se radoval z domácího vítězství 4:2 nad Rio Ave. 10. února, poté, co vyhrál dvě po sobě jdoucí lisabonské derby – včetně venkovní ligové výhry 4:2  – jeho celek porazil Nacional 10:0, jednalo se o nejvyšší výhru v historii Primeira Ligy od roku 1964. Při svém debutu v zápase Evropské ligy porazila Benfica v prvním zápase šestnáctifinále Galatasaray 2:1.
Od 16. do 34. kola vyhrál Lage všech 18 ligových zápasů a pomohl týmu k posunu na 1. místo v ligové tabulce. Benfica tak získala svůj historicky 37. ligový titul.
Lage zahájil druhou sezónu v Benfice výhrou 5:0 nad Sporting CP v Supertaça Cândido de Oliveira. 17. září debutoval jako trenér v Lize mistrů, a to domácí porážkou 2:1 proti německému týmu RB Lipsko.
Dne 29. června 2020 byl Lage po bídných výkonech z funkce hlavního trenéra propuštěn, vyhrál 2 utkání z 13 zápasů. Byl nahrazen jeho asistentem Nélsonem Veríssimem 30. června a smlouva mu byla ukončena 4. července téhož roku.

### Wolverhampton Wanderers
V červnu 2021 se Lage stal nástupcem svého krajana Nuna Espírita Santa na lavičce anglického prvoligového klubu Wolverhamptonu Wanderers.
Dne 14. srpna 2021 Lage prohrál při svém debutu na lavičce Wolves zápas proti Leicesteru City 1:0.

## Statistiky

### Trenérské
K 29. červnu 2020
| Klub                    | Od               | Do              | Statistiky | Statistiky | Statistiky | Statistiky | Statistiky |
| Klub                    | Od               | Do              | Zápasy     | Výhry      | Remízy     | Prohry     | Výhry %    |
| ----------------------- | ---------------- | --------------- | ---------- | ---------- | ---------- | ---------- | ---------- |
| Benfica B               | 1. července 2018 | 3. ledna 2019   | 13         | 8          | 3          | 2          | 61,54      |
| Benfica                 | 3. ledna 2019    | 29. června 2020 | 76         | 51         | 12         | 13         | 67,11      |
| Wolverhampton Wanderers | 9. června 2021   | Současnost      | 1          | 0          | 0          | 1          | 0          |
| Celkem                  | Celkem           | Celkem          | 89         | 59         | 15         | 15         | 66,29      |

## Ocenění

### Trenérské

#### Klubové

##### Benfica
- Primeira Liga: 2018/19
- Supertaça Cândido de Oliveira: 2019

#### Individuální
- Nejlepší trenér Primeira Ligy: 2018/19[35]